# فهرست قنات‌های شهرستان زنجان
جدول زیر بر اساس آمار وزارت جهاد کشاورزی تهیه شده‌است. فهرست زیر قنات‌های شهرستان زنجان در استان زنجان را نشان می‌دهد.
| نام قنات          | موقعیت                     | نزدیک‌ترین روستا | طول قنات (متر) | تعداد میله چاه | عمق مادر چاه | دبی (لیتر بر ثانیه) | سطح زیر کشت (هکتار) |
| ----------------- | -------------------------- | --------------- | -------------- | -------------- | ------------ | ------------------- | ------------------- |
| آق گوزباشی        | بخش مرکزی شهرستان زنجان    | چایرلو          | ۱۵۰            | ۰              | ۵            | ۱٫۵                 | ۰                   |
| ادریس چاه         | بخش مرکزی شهرستان زنجان    | بولاماجی        | ۳۰۰            | ۰              | ۱۲           | ۲٫۵                 | ۰                   |
| اراز بلاغی        | بخش مرکزی شهرستان زنجان    | چایرلو          | ۱۲۰            | ۰              | ۵            | ۲                   | ۰                   |
| اربابی            | بخش مرکزی شهرستان زنجان    | اردین           | ۲۰۰            | ۰              | ۱۵           | ۳٫۵                 | ۰                   |
| ازار بلاغی        | بخش مرکزی شهرستان زنجان    | چایرلو          | ۴۰             | ۰              | ۴            | ۲                   | ۰                   |
| اشاقی کهریز       | بخش زنجانرود شهرستان زنجان | قره چریان       | ۱۰۰۰           | ۰              | ۱۵           | ۴                   | ۰                   |
| اغچه پیره         | بخش مرکزی شهرستان زنجان    | اغچه پیره       | ۳۰۰            | ۰              | ۷            | ۵                   | ۰                   |
| اقبلاغ            | بخش مرکزی شهرستان زنجان    | زنگل‌آباد        | ۲۰۰            | ۰              | ۸            | ۶                   | ۰                   |
| الاندی کهریزی     | بخش مرکزی شهرستان زنجان    | قره گوزلو       | ۵۰             | ۰              | ۴            | ۲                   | ۰                   |
| البندجی سفلی      | بخش زنجانرود شهرستان زنجان | ینگجه           | ۱۰۰۰           | ۰              | ۱۶           | ۱۳                  | ۰                   |
| البندجی علیا      | بخش زنجانرود شهرستان زنجان | ینگجه           | ۳۰۰            | ۰              | ۵            | ۳                   | ۰                   |
| الف گلی           | بخش مرکزی شهرستان زنجان    | کاوند           | ۹۰۰            | ۰              | ۳٫۵          | ۱٫۵                 | ۰                   |
| الف گلی           | بخش مرکزی شهرستان زنجان    | کاوند           | ۷۰             | ۰              | ۴            | ۱٫۵                 | ۰                   |
| الی بلاغی         | بخش زنجانرود شهرستان زنجان | قاهران          | ۱۲۰            | ۰              | ۵            | ۳٫۵                 | ۰                   |
| اوباکهریزی        | بخش مرکزی شهرستان زنجان    | ارمغانخانه      | ۶۹۰            | ۰              | ۹            | ۳۵                  | ۰                   |
| اوزن گلی          | بخش مرکزی شهرستان زنجان    | چایرلو          | ۵۰             | ۰              | ۳            | ۲                   | ۰                   |
| ایدی گرزی         | بخش زنجانرود شهرستان زنجان | اسفناج          | ۵۰۰            | ۰              | ۸            | ۳                   | ۰                   |
| باش کهریز         | بخش مرکزی شهرستان زنجان    | زنگل‌آباد        | ۲۰۰            | ۰              | ۶            | ۵                   | ۰                   |
| باغ باشی          | بخش مرکزی شهرستان زنجان    | چایرلو          | ۱۰۰            | ۰              | ۳٫۵          | ۱٫۵                 | ۰                   |
| باغ کهریزی        | بخش مرکزی شهرستان زنجان    | جزوان           | ۱۸۵            | ۰              | ۸            | ۱۵                  | ۰                   |
| باغ کهریزی        | بخش مرکزی شهرستان زنجان    | گلجین           | ۴۸۵            | ۰              | ۹            | ۲۰                  | ۰                   |
| باغچاسی           | بخش زنجانرود شهرستان زنجان | قاهران          | ۸۰             | ۰              | ۷            | ۳                   | ۰                   |
| بایرام دره سی     | بخش مرکزی شهرستان زنجان    | چایرلو          | ۳۰             | ۰              | ۴            | ۲                   | ۰                   |
| برجی دره سی       | بخش مرکزی شهرستان زنجان    | چایرلو          | ۱۰۰            | ۰              | ۸            | ۱                   | ۰                   |
| برنجی سفلی        | بخش زنجانرود شهرستان زنجان | ینگجه           | ۴۰۰            | ۰              | ۸            | ۳                   | ۰                   |
| برنجی علیا        | بخش زنجانرود شهرستان زنجان | ینگجه           | ۵۰۰            | ۰              | ۸            | ۲                   | ۰                   |
| برک آب            | بخش زنجانرود شهرستان زنجان | ینگجه           | ۱۰۰۰           | ۰              | ۲۰           | ۴                   | ۰                   |
| بلاغ یاشی         | بخش مرکزی شهرستان زنجان    | اژدهاتو         | ۸۰             | ۰              | ۱۰           | ۲                   | ۰                   |
| بنوکهریزی         | بخش زنجانرود شهرستان زنجان | کنابند          | ۱۲۰۰           | ۰              | ۱۴           | ۵                   | ۰                   |
| بنوکهریزی         | بخش زنجانرود شهرستان زنجان | کزبر            | ۱۵۰            | ۰              | ۱۸           | ۵                   | ۰                   |
| بولاق             | بخش زنجانرود شهرستان زنجان | کهاب            | ۲۵۰            | ۰              | ۸            | ۱۲                  | ۰                   |
| بولاقلاز          | بخش زنجانرود شهرستان زنجان | ینگجه           | ۶۰۰            | ۰              | ۱۰           | ۴                   | ۰                   |
| بچه ارخی          | بخش مرکزی شهرستان زنجان    | بوغداکندی       | ۵۰۰            | ۰              | ۱۲           | ۲٫۵                 | ۰                   |
| تاپ کهریزی        | بخش مرکزی شهرستان زنجان    | سارمساقلو       | ۲۷۰            | ۰              | ۵٫۵          | ۲۵                  | ۰                   |
| تقی کهریز         | بخش مرکزی شهرستان زنجان    | مرکزی           | ۳۰۰            | ۰              | ۷            | ۷                   | ۰                   |
| تلخاب             | بخش مرکزی شهرستان زنجان    | تلخاب           | ۳۵۰            | ۰              | ۱۶           | ۳                   | ۰                   |
| تورپاخ قلعه سی    | بخش مرکزی شهرستان زنجان    | دوسران          | ۶۰۰            | ۰              | ۱۰           | ۳۰                  | ۰                   |
| جلیل کهریزی       | بخش زنجانرود شهرستان زنجان | چیر             | ۳۱۰            | ۰              | ۵٫۵          | ۶                   | ۰                   |
| جوجه بلاغی دره سی | بخش مرکزی شهرستان زنجان    | چایرلو          | ۱۵۰۰           | ۰              | ۴            | ۲٫۵                 | ۰                   |
| حاج حسن کهریزی    | بخش مرکزی شهرستان زنجان    | کله سر          | ۲۹۵            | ۰              | ۹            | ۳۵                  | ۰                   |
| حاجی انعام        | بخش مرکزی شهرستان زنجان    | مشکین           | ۲۶۵            | ۰              | ۱۴           | ۳۰                  | ۰                   |
| حاجی خان گلی      | بخش زنجانرود شهرستان زنجان | قاهران          | ۲۰۰            | ۰              | ۸            | ۳٫۵                 | ۰                   |
| حاجی شکر اله      | بخش مرکزی شهرستان زنجان    | رامین           | ۲۵۰            | ۰              | ۸            | ۳٫۵                 | ۰                   |
| حسن خان بلاغی     | بخش مرکزی شهرستان زنجان    | چایرلو          | ۱۰۰            | ۰              | ۵            | ۲                   | ۰                   |
| خرجین             | بخش زنجانرود شهرستان زنجان | ینگجه           | ۲۰۰۰           | ۰              | ۳۵           | ۵                   | ۰                   |
| خرمن یوغازی       | بخش مرکزی شهرستان زنجان    | قلتوق           | ۵۰             | ۰              | ۵            | ۱٫۵                 | ۰                   |
| خصوصی             | بخش زنجانرود شهرستان زنجان | قره چریان       | ۸۰۰            | ۰              | ۳۰           | ۲۵                  | ۰                   |
| داش بلاغ یالی     | بخش مرکزی شهرستان زنجان    | قلتوق           | ۱۲۵            | ۰              | ۸            | ۲٫۵                 | ۰                   |
| داش بلاغ یالی     | بخش مرکزی شهرستان زنجان    | قلتوق           | ۱۵             | ۰              | ۶            | ۲٫۵                 | ۰                   |
| داغ کهریزی        | بخش مرکزی شهرستان زنجان    | ارمغانخانه      | ۵۸۵            | ۰              | ۷            | ۲۵                  | ۰                   |
| دره داشی          | بخش مرکزی شهرستان زنجان    | جلیل‌آباد        | ۲۰۰            | ۰              | ۱۰           | ۱۰                  | ۰                   |
| دره پیر           | بخش مرکزی شهرستان زنجان    | سلمانلو         | ۴۰             | ۰              | ۸            | ۲٫۵                 | ۰                   |
| دره کهریز         | بخش مرکزی شهرستان زنجان    | مرکزی           | ۲۰۰            | ۰              | ۷            | ۱۵                  | ۰                   |
| دره کهریزی        | بخش زنجانرود شهرستان زنجان | کزبر            | ۱۰۰            | ۰              | ۱۲           | ۵                   | ۰                   |
| دره کهریزی        | بخش مرکزی شهرستان زنجان    | دگاه            | ۳۶۰            | ۰              | ۸            | ۲۰                  | ۰                   |
| دهشیریالی         | بخش مرکزی شهرستان زنجان    | قلتوق           | ۵۰             | ۰              | ۵٫۵          | ۱٫۵                 | ۰                   |
| دوزکهریزی         | بخش مرکزی شهرستان زنجان    | قلتوق           | ۱۴۰            | ۰              | ۶            | ۲٫۵                 | ۰                   |
| دکاش کهریزی       | بخش مرکزی شهرستان زنجان    | سهرین           | ۲۸۰            | ۰              | ۹            | ۱۵                  | ۰                   |
| سبوکهریزی         | بخش زنجانرود شهرستان زنجان | کنابند          | ۳۵۰۰           | ۰              | ۳۰           | ۷                   | ۰                   |
| سرقیه             | بخش مرکزی شهرستان زنجان    | گوالی           | ۱۰۰            | ۰              | ۴            | ۲٫۵                 | ۰                   |
| سلمان درسی        | بخش مرکزی شهرستان زنجان    | بولاماجی        | ۱۰۰            | ۰              | ۹            | ۲                   | ۰                   |
| سلمان محبی        | بخش مرکزی شهرستان زنجان    | چایرلو          | ۱۵۰            | ۰              | ۸٫۵          | ۲                   | ۰                   |
| سلیمان دره سی     | بخش مرکزی شهرستان زنجان    | بولاماجی        | ۱۰۰            | ۰              | ۱۰           | ۲                   | ۰                   |
| سولمازدره سی      | بخش مرکزی شهرستان زنجان    | چایرلو          | ۶۰             | ۰              | ۳            | ۲٫۵                 | ۰                   |
| سولوق چولی        | بخش مرکزی شهرستان زنجان    | چایرلو          | ۱۵۰            | ۰              | ۵            | ۲                   | ۰                   |
| سولی دره          | بخش مرکزی شهرستان زنجان    | چایرلو          | ۳۰             | ۰              | ۴            | ۱٫۵                 | ۰                   |
| شوردره            | بخش زنجانرود شهرستان زنجان | نیک پی          | ۳۰۰            | ۰              | ۱۰           | ۴                   | ۰                   |
| شورشور            | بخش مرکزی شهرستان زنجان    | قره گوزلو       | ۵۰۰            | ۰              | ۴            | ۳                   | ۰                   |
| شیرزادباشی        | بخش مرکزی شهرستان زنجان    | کاوند           | ۲۰             | ۰              | ۱٫۵          | ۱                   | ۰                   |
| علی‌آباد کهریزی    | بخش مرکزی شهرستان زنجان    | روستا نامعلوم   | ۳۰۰            | ۰              | ۸            | ۱٫۵                 | ۰                   |
| عمومی کهریز       | بخش مرکزی شهرستان زنجان    | حاجی سیران      | ۴۰۰            | ۰              | ۱۳           | ۸                   | ۰                   |
| عمومی کهریز       | بخش مرکزی شهرستان زنجان    | تهم             | ۱۵۰            | ۰              | ۷            | ۳۰                  | ۰                   |
| عمومی کهریز       | بخش مرکزی شهرستان زنجان    | بیرون دره       | ۳۰۰            | ۰              | ۱۲           | ۶                   | ۰                   |
| عمومی کهریز       | بخش مرکزی شهرستان زنجان    | همایون          | ۱۰۰            | ۰              | ۵            | ۱۵                  | ۰                   |
| غاز بلاغی         | بخش مرکزی شهرستان زنجان    | دهشیر علیا      | ۱۲۵            | ۰              | ۴            | ۳                   | ۰                   |
| فرضی کندی         | بخش مرکزی شهرستان زنجان    | بوغداکندی       | ۷۰۰            | ۰              | ۱۶           | ۱۰                  | ۰                   |
| فرهادکهریزی       | بخش مرکزی شهرستان زنجان    | بولاماجی        | ۵۰۰            | ۰              | ۱۱           | ۳                   | ۰                   |
| فیض اله داداشی    | بخش مرکزی شهرستان زنجان    | چایرلو          | ۱۵۰            | ۰              | ۴            | ۲٫۵                 | ۰                   |
| قاباق تپه         | بخش مرکزی شهرستان زنجان    | سلمانلو         | ۲۰             | ۰              | ۲            | ۱                   | ۰                   |
| قاجاکهریزی        | بخش زنجانرود شهرستان زنجان | سیف‌آباد         | ۱۰۰۰           | ۰              | ۱۵           | ۱۰                  | ۰                   |
| قار بلاغی         | بخش مرکزی شهرستان زنجان    | چایرلو          | ۵۰             | ۰              | ۳            | ۲                   | ۰                   |
| قاطرکهریزی        | بخش زنجانرود شهرستان زنجان | دولاناب         | ۳۰۰            | ۰              | ۱۴           | ۳                   | ۰                   |
| قجر دره سی        | بخش زنجانرود شهرستان زنجان | قاهران          | ۸۰             | ۰              | ۵            | ۳٫۵                 | ۰                   |
| قرمزی کهریز       | بخش مرکزی شهرستان زنجان    | بوغداکندی       | ۴۰۰            | ۰              | ۱۰           | ۲                   | ۰                   |
| قره بلاغ          | بخش مرکزی شهرستان زنجان    | باغ             | ۲۰۰            | ۰              | ۱۰           | ۱۰                  | ۰                   |
| قره پشت           | بخش مرکزی شهرستان زنجان    | چایرلو          | ۱۰۰            | ۰              | ۱۰           | ۱٫۵                 | ۰                   |
| قره یوشکی         | بخش مرکزی شهرستان زنجان    | چایرلو          | ۱۱۵            | ۰              | ۸٫۵          | ۲                   | ۰                   |
| قره یوشکی         | بخش مرکزی شهرستان زنجان    | چایرلو          | ۱۲۰            | ۰              | ۵            | ۲                   | ۰                   |
| قلعه دالی         | بخش زنجانرود شهرستان زنجان | تلخاب           | ۶۰             | ۰              | ۶            | ۳                   | ۰                   |
| قمشلی             | بخش مرکزی شهرستان زنجان    | رامین           | ۱۰۰۰           | ۰              | ۱۶           | ۳                   | ۰                   |
| قنات آقاسی دره    | بخش مرکزی شهرستان زنجان    | اژدهاتو         | ۱۰۰            | ۰              | ۵            | ۱                   | ۰                   |
| قنات ابراهیم      | بخش مرکزی شهرستان زنجان    | چایرلو          | ۱۸۰            | ۰              | ۱۰           | ۲٫۵                 | ۰                   |
| قنات بالا         | بخش مرکزی شهرستان زنجان    | پنبه جوق        | ۵۰۰            | ۰              | ۱۶           | ۲                   | ۰                   |
| قنات بالا         | بخش مرکزی شهرستان زنجان    | سلمانلو         | ۳۰۰            | ۰              | ۱۲           | ۴                   | ۰                   |
| قنات حاج عزیز     | بخش مرکزی شهرستان زنجان    | دیزج خرابه      | ۵۰۰            | ۰              | ۴            | ۲                   | ۰                   |
| قنات حسن نجفی     | بخش مرکزی شهرستان زنجان    | سایان           | ۵۰۰            | ۰              | ۳۰           | ۲٫۵                 | ۰                   |
| قنات حمدی         | بخش مرکزی شهرستان زنجان    | سلمانلو         | ۷۰             | ۰              | ۱۲           | ۲                   | ۰                   |
| قنات حمدی         | بخش مرکزی شهرستان زنجان    | سلمانلو         | ۳۰             | ۰              | ۵            | ۲                   | ۰                   |
| قنات خرمن         | بخش مرکزی شهرستان زنجان    | دیزج خرابه      | ۲۰۰            | ۰              | ۵            | ۲                   | ۰                   |
| قنات صحبتلو       | بخش مرکزی شهرستان زنجان    | مرکزی آقکند     | ۵۰۰            | ۰              | ۱۵           | ۴                   | ۰                   |
| قنات طاره چی      | بخش مرکزی شهرستان زنجان    | پنبه جوق        | ۲۵۰            | ۰              | ۱۳           | ۲                   | ۰                   |
| قنات عباسی        | بخش مرکزی شهرستان زنجان    | پنبه جوق        | ۴۰۰            | ۰              | ۱۷           | ۲                   | ۰                   |
| قنات قربان چمنی   | بخش مرکزی شهرستان زنجان    | دیزج خرابه      | ۲۰۰            | ۰              | ۳            | ۱                   | ۰                   |
| قنات قره قوچ      | بخش مرکزی شهرستان زنجان    | دیزج خرابه      | ۲۰۰            | ۰              | ۴            | ۱                   | ۰                   |
| قنات پایین        | بخش مرکزی شهرستان زنجان    | پنبه جوق        | ۴۰۰            | ۰              | ۱۷           | ۲                   | ۰                   |
| قنات چناق بلاغ    | بخش مرکزی شهرستان زنجان    | دیزج خرابه      | ۱۵۰            | ۰              | ۵            | ۱٫۵                 | ۰                   |
| قوشاگولی          | بخش مرکزی شهرستان زنجان    | باغ             | ۵۰۰            | ۰              | ۱۳           | ۱۰                  | ۰                   |
| لواجی             | بخش زنجانرود شهرستان زنجان | ینگجه           | ۱۰۰۰           | ۰              | ۲۰           | ۳                   | ۰                   |
| مزرعه بالا        | بخش مرکزی شهرستان زنجان    | وننق            | ۳۰۰            | ۰              | ۱۱           | ۶                   | ۰                   |
| مزرعه قره گول     | بخش مرکزی شهرستان زنجان    | جلیل‌آباد        | ۸۰             | ۰              | ۵            | ۶                   | ۰                   |
| مزرعه نهل         | بخش مرکزی شهرستان زنجان    | محمودآباد       | ۳۱۰            | ۰              | ۸            | ۲                   | ۰                   |
| مزرعه نهل         | بخش مرکزی شهرستان زنجان    | لگاهی           | ۱۴۰۰           | ۰              | ۱۳           | ۲۵                  | ۰                   |
| مزرعه پایین       | بخش مرکزی شهرستان زنجان    | جلیل‌آباد        | ۳۰             | ۰              | ۴            | ۴                   | ۰                   |
| مزرعه پایین       | بخش مرکزی شهرستان زنجان    | محمودآباد       | ۳۰۰            | ۰              | ۵            | ۱٫۵                 | ۰                   |
| مزرعه پایین       | بخش مرکزی شهرستان زنجان    | وننق            | ۱۸۵            | ۰              | ۸٫۵          | ۳٫۵                 | ۰                   |
| مزرعه یتیمچه      | بخش مرکزی شهرستان زنجان    | دوسران          | ۱۵۰۰           | ۰              | ۱۰           | ۳۵                  | ۰                   |
| ملاکهریزی         | بخش زنجانرود شهرستان زنجان | امین‌آباد        | ۲۰۰            | ۰              | ۵            | ۳                   | ۰                   |
| مهدیه             | بخش زنجانرود شهرستان زنجان | ینگجه           | ۷۰۰            | ۰              | ۱۰           | ۳                   | ۰                   |
| میانجی            | بخش زنجانرود شهرستان زنجان | ینگجه           | ۱۰۰۰           | ۰              | ۱۵           | ۵                   | ۰                   |
| میرزاجان          | بخش زنجانرود شهرستان زنجان | قاهران          | ۱۲۰            | ۰              | ۶            | ۲                   | ۰                   |
| میناردالی         | بخش مرکزی شهرستان زنجان    | بوغداکندی       | ۱۰۰۰           | ۰              | ۲۴           | ۲۰                  | ۰                   |
| مینوتولی          | بخش زنجانرود شهرستان زنجان | کنابند          | ۸۰۰            | ۰              | ۱۴           | ۷                   | ۰                   |
| نجف علی دره سی    | بخش مرکزی شهرستان زنجان    | قلتوق           | ۱۰۰            | ۰              | ۶            | ۱٫۵                 | ۰                   |
| نورعلی دره سی     | بخش مرکزی شهرستان زنجان    | چایرلو          | ۴۰             | ۰              | ۴            | ۲                   | ۰                   |
| نورکان کهریزی     | بخش مرکزی شهرستان زنجان    | قره گوزلو       | ۴۰۰            | ۰              | ۱۳           | ۳                   | ۰                   |
| چمن کهریزی        | بخش زنجانرود شهرستان زنجان | باغوجه آقا      | ۱۵۰            | ۰              | ۷            | ۵                   | ۰                   |
| چوره بلاغی        | بخش مرکزی شهرستان زنجان    | چایرلو          | ۲۷۰            | ۰              | ۶            | ۱٫۵                 | ۰                   |
| چوپله کهریزی      | بخش مرکزی شهرستان زنجان    | بولاماجی        | ۵۵۰            | ۰              | ۱۱           | ۷                   | ۰                   |
| چوپلوک            | بخش مرکزی شهرستان زنجان    | بولاماجی        | ۴۰۰            | ۰              | ۱۴           | ۳٫۵                 | ۰                   |
| کت بولاغی         | بخش زنجانرود شهرستان زنجان | گمش‌آباد         | ۵۰۰            | ۰              | ۸            | ۳                   | ۰                   |
| کت دوزی           | بخش مرکزی شهرستان زنجان    | چایرلو          | ۲۰۰            | ۰              | ۱۱           | ۰٫۵                 | ۰                   |
| کت کهریزی         | بخش مرکزی شهرستان زنجان    | لهرگین          | ۱۱۰            | ۰              | ۹            | ۱۰                  | ۰                   |
| کت کهریزی         | بخش مرکزی شهرستان زنجان    | ام‌آباد          | ۳۶۰            | ۰              | ۸            | ۱۰                  | ۰                   |
| کت کهریزی         | بخش مرکزی شهرستان زنجان    | بوغداکندی       | ۳۰۰            | ۰              | ۱۲           | ۱۳                  | ۰                   |
| کت کهریزی         | بخش مرکزی شهرستان زنجان    | گلین            | ۴۹۰            | ۰              | ۱۱           | ۳۵                  | ۰                   |
| کت کهریزی         | بخش مرکزی شهرستان زنجان    | اقچه پیره       | ۱۰۰            | ۰              | ۵            | ۵                   | ۰                   |
| کت کهریزی         | بخش مرکزی شهرستان زنجان    | دوسران          | ۴۰۰            | ۰              | ۶            | ۵                   | ۰                   |
| کت کهریزی         | بخش مرکزی شهرستان زنجان    | گلجین           | ۵۷۰            | ۰              | ۸            | ۱۵                  | ۰                   |
| کت کهریزی         | بخش مرکزی شهرستان زنجان    | ماری            | ۴۸۰            | ۰              | ۱۵           | ۱۵                  | ۰                   |
| کت کهریزی         | بخش مرکزی شهرستان زنجان    | جرمیق           | ۱۱۰            | ۰              | ۷            | ۱۵                  | ۰                   |
| کت کهریزی         | بخش مرکزی شهرستان زنجان    | مشکین           | ۲۹۵            | ۰              | ۷            | ۳۵                  | ۰                   |
| کت کهریزی         | بخش مرکزی شهرستان زنجان    | جزوان           | ۱۶۰            | ۰              | ۸            | ۱۰                  | ۰                   |
| کت کهریزی         | بخش مرکزی شهرستان زنجان    | جزوان           | ۱۸۵            | ۰              | ۸            | ۴۰                  | ۰                   |
| کت کهریزی         | بخش مرکزی شهرستان زنجان    | کله سر          | ۷۵             | ۰              | ۱۱           | ۲۰                  | ۰                   |
| کت کهریزی         | بخش مرکزی شهرستان زنجان    | وزیک            | ۲۸۲            | ۰              | ۷            | ۱۰                  | ۰                   |
| کت کهریزی         | بخش زنجانرود شهرستان زنجان | کناوند          | ۸۰۰            | ۰              | ۱۵           | ۵                   | ۰                   |
| کت کهریزی         | بخش مرکزی شهرستان زنجان    | قره گوزلو       | ۲۰۰            | ۰              | ۳            | ۱                   | ۰                   |
| کت کهریزی         | بخش زنجانرود شهرستان زنجان | کزبر            | ۲۵۰۰           | ۰              | ۳۰           | ۸                   | ۰                   |
| کرم کهریزی        | بخش مرکزی شهرستان زنجان    | سهله            | ۱۶۰            | ۰              | ۴            | ۶                   | ۰                   |
| کندالتی           | بخش زنجانرود شهرستان زنجان | تلخاب           | ۶۰             | ۰              | ۶            | ۲                   | ۰                   |
| کندکهریزی         | بخش مرکزی شهرستان زنجان    | اقچه قلعه       | ۲۸۰            | ۰              | ۸            | ۵                   | ۰                   |
| کهریز             | بخش مرکزی شهرستان زنجان    | چایرلو          | ۲۸۰            | ۰              | ۷            | ۳                   | ۰                   |
| کهریز             | بخش مرکزی شهرستان زنجان    | گل تپه          | ۱۲۰            | ۰              | ۴٫۵          | ۲٫۵                 | ۰                   |
| کهریز             | بخش مرکزی شهرستان زنجان    | کاوند           | ۱۵۰            | ۰              | ۶            | ۲٫۵                 | ۰                   |
| کهریز             | بخش مرکزی شهرستان زنجان    | کتله            | ۱۸۰            | ۰              | ۴٫۵          | ۲٫۵                 | ۰                   |
| کهریز             | بخش مرکزی شهرستان زنجان    | قول کندی        | ۱۵۰            | ۰              | ۵            | ۲٫۵                 | ۰                   |
| کهریز             | بخش مرکزی شهرستان زنجان    | قولتوق          | ۲۰۰            | ۰              | ۶            | ۲٫۵                 | ۰                   |
| کهریز             | بخش مرکزی شهرستان زنجان    | شیخ جابر        | ۳۲۰            | ۰              | ۷            | ۳٫۵                 | ۰                   |
| کهریز             | بخش زنجانرود شهرستان زنجان | باغلوجه سردار   | ۴۰۰            | ۰              | ۴            | ۳                   | ۰                   |
| کهریز             | بخش مرکزی شهرستان زنجان    | حسین‌آباد        | ۲۰۰            | ۰              | ۶            | ۲                   | ۰                   |
| کهریز             | بخش مرکزی شهرستان زنجان    | مرصع            | ۱۰۰            | ۰              | ۴            | ۱٫۵                 | ۰                   |
| کهریز             | بخش مرکزی شهرستان زنجان    | رازبین          | ۱۰۰            | ۰              | ۷            | ۲                   | ۰                   |
| کهریز             | بخش مرکزی شهرستان زنجان    | دهشیر علیا      | ۱۰۰            | ۰              | ۵            | ۲                   | ۰                   |
| کهریز             | بخش مرکزی شهرستان زنجان    | دهشیرسفلی       | ۱۲۰            | ۰              | ۴٫۵          | ۲                   | ۰                   |
| کهریز             | بخش مرکزی شهرستان زنجان    | تلخاب           | ۲۵۰            | ۰              | ۶            | ۳                   | ۰                   |
| کهریز             | بخش مرکزی شهرستان زنجان    | بوغداکندی       | ۱۸۰            | ۰              | ۵٫۵          | ۶                   | ۰                   |
| کهریز             | بخش مرکزی شهرستان زنجان    | حاجی بچه        | ۱۵۰            | ۰              | ۵            | ۲                   | ۰                   |
| کهریز             | بخش مرکزی شهرستان زنجان    | سقل تولی        | ۲۵۰            | ۰              | ۷            | ۳                   | ۰                   |
| کهریز سفلی        | بخش زنجانرود شهرستان زنجان | ینگجه           | ۵۰۰            | ۰              | ۱۲           | ۷                   | ۰                   |
| کهریز علیا        | بخش زنجانرود شهرستان زنجان | ینگجه           | ۱۰۰۰           | ۰              | ۲۰           | ۳                   | ۰                   |
| کهریز پایان یوردی | بخش مرکزی شهرستان زنجان    | زنگل‌آباد        | ۳۰۰            | ۰              | ۷            | ۴                   | ۰                   |
| کهریزطیب          | بخش مرکزی شهرستان زنجان    | مرکزی           | ۱۲۰            | ۰              | ۸            | ۳                   | ۰                   |
| کوربلاغ           | بخش مرکزی شهرستان زنجان    | گوالی           | ۸۰             | ۰              | ۵            | ۱٫۵                 | ۰                   |
| گلین درسی         | بخش مرکزی شهرستان زنجان    | دیزج‌آباد        | ۱۳۰            | ۰              | ۹            | ۴                   | ۰                   |
| گوزی دره سی       | بخش مرکزی شهرستان زنجان    | دهشیر علیا      | ۳۵             | ۰              | ۶            | ۲                   | ۰                   |
| گون قاباقی        | بخش مرکزی شهرستان زنجان    | بولاماجی        | ۲۰۰            | ۰              | ۸            | ۲٫۵                 | ۰                   |
| یارچمن            | بخش مرکزی شهرستان زنجان    | زنگیل‌آباد       | ۱۵۰            | ۰              | ۸            | ۱٫۵                 | ۰                   |
| یاناق             | بخش مرکزی شهرستان زنجان    | سلمانلو         | ۹۵             | ۰              | ۱۴           | ۲٫۵                 | ۰                   |
| یوخاری کهریز      | بخش مرکزی شهرستان زنجان    | پنبه جوق        | ۱۰۰۰           | ۰              | ۱۴           | ۶                   | ۰                   |
| یوخاری کهریز      | بخش زنجانرود شهرستان زنجان | قره چریان       | ۵۰۰            | ۰              | ۱۰           | ۴                   | ۰                   |
| یوخاری کهریزی     | بخش مرکزی شهرستان زنجان    | قندرقالو        | ۱۲۰            | ۰              | ۸            | ۱۵                  | ۰                   |
| یوخاری کهریزی     | بخش مرکزی شهرستان زنجان    | قره تپه         | ۲۴۰            | ۰              | ۱۰           | ۶                   | ۰                   |
| یوخاری کهریزی     | بخش مرکزی شهرستان زنجان    | جرمیق           | ۱۲۰            | ۰              | ۶            | ۱۰                  | ۰                   |
| یونجالار          | بخش زنجانرود شهرستان زنجان | ینگجه           | ۷۰۰            | ۰              | ۱۰           | ۲                   | ۰                   |